# 汤姆·达施勒
托马斯·安德鲁·“湯姆”·达施勒（英語：Thomas Andrew "Tom" Daschle，1947年12月9日—），美国政治家，民主黨人，曾任聯邦眾議員（1979年-1987年）和聯邦參議員（1987年-2005年）。

## 荣誉
- 旭日大绶章（日本，2023年11月3日公布[1]）